# Kotschya micrantha
Kotschya micrantha är en ärtväxtart som först beskrevs av Hermann August Theodor Harms, och fick sitt nu gällande namn av Frank Nigel Hepper. Kotschya micrantha ingår i släktet Kotschya och familjen ärtväxter. Inga underarter finns listade i Catalogue of Life.